# Jerzy Latalski
Jerzy Latalski herbu Prawdzic (ur. w 1541 roku – zm. w 1602 roku)  – poseł na sejm parczewski 1564 roku z województwa kaliskiego, poseł na sejm koronacyjny 1574 roku z województwa poznańskiego.
Syn Janusza.
Studiował w Lipsku w 1553 roku i Orleanie w 1558 roku. Był bratem czeskim.